# TV Istra
TV Istra ranije poznata kao Nezavisna istarska televizija – NIT, osnovana je 1995. godine sa sjedištem u Pazinu.
NIT je bila jedna od prvih lokalnih tv postaja na području Istre i Kvarnera. Nakon nekoliko promjena frekvencija i problema sa signalom, danas TV Istra raspolaže s 10 KW odašiljačem postavljenim na Učki (57 UHF), te 4 repetitora: Pula (52 UHF), Poreč (65 UHF), Labin (31 UHF) i Buje (62 UHF) koji pokrivaju područje čitave Istre (cca. 250.000 stanovnika), te je jedina televizija, koja na ovom području, uz 3 nacionalne televizije, svoj program emitira i digitalnim putem (DVB-T).
NIT u dijelu svojega programa reemitira ili uživo satelitskim linkom prenosi neke emisije zagrebačke Z1 Televizije poput „Noćne more” Željka Malnara ili jutarnje mozaične emisije „Počinje novi dan”.

## Prestanak emitiranja
TV Istra je 7. lipnja 2020. prestala s emitiranjem redovitog programa zbog problema s licencom.

## Vanjske poveznice
TV Istra - službena stranica  Arhivirana inačica izvorne stranice od 26. srpnja 2013. (Wayback Machine)